# Гроздовете на гнева
„Гроздовете на гнева“ (на английски: The Grapes of Wrath) е роман на Джон Стайнбек, публикуван през 1939 година. Печели наградата „Пулицър“ за роман през 1940 г.
Действието на романа се развива по време на Великата депресия. Бедното семейство фермери-арендатори Джоуди е принудено да напусне дома си в Оклахома заради сушата и икономическите трудности. В практически безизходна ситуация, те заминават за Калифорния заедно с хиляди други такива семейства, надявайки се да намерят там средства за съществуване.
Гроздовете на гнева се изучава в много от учебните програми на училищата и колежите в САЩ. През 1940 г. излиза и филмова адаптация с участието на Хенри Фонда и режисирана от Джон Форд, Филмът печели два „Оскар“-а през 1941 г. – за режисура и за актриса в поддържаща роля.
В България книгата е издавана под името „Гневът на мравките“, напр. изданието на „Народна култура“ от 1960 г.
| „                                               | Това, над което се трудиха корените на лозите и дърветата, трябва да бъде унищожено, за да не паднат цените – и то е най-тъжното и горчиво нещо. Цели вагони портокали се изсипват на земята. Хората изминават по няколко мили, за да си вземат от плодовете, но не им се дава тази възможност. Защото, ако те можеха да получат портокали даром, щяха ли да плащат по двадесет цента за дузина? И планините от портокали се заливат с газ, а тези, които вършат това, намразват себе си заради стореното престъпление, намразват и хората, които идват да си вземат от плодовете. Милиони гладни се нуждаят от плодове, а златистите планини се заливат с газ. И миризмата на гнило изпълва цялата страна. Горете кафето в параходните пещи. Горете царевицата вместо дърва – тя дава голяма топлина. Хвърляйте картофите в реките и поставяйте охрана край брега, иначе гладните ще извадят от водата всичко. Колете свинете, заравяйте ги в земята и нека тя да замирише на гнило месо. Това е престъпление, което няма равно на себе си. Това е скръб, която не може да се изплаче с цената на никакви сълзи. Това е разруха, която превръща в пепел всичките ни успехи. Плодородната земя, правите редици дървета, здравите стволове и сочните плодове. А децата, заболели от пелагра, трябва да умрат, защото портокалите не носят печалба. И съдебните лекари трябва да издават смъртни актове с такова съдържание: починал от недояждане, защото храната трябва да гние, защото нарочно я оставят да изгние. Хората идват с мрежи да ловят картофите от реката, но охраната ги гони; пристигат с раздрънкани автомобили да си вземат от изхвърлените портокали, ала те са вече залети с газ. И хората стоят вцепенени и гледат плаващите край тях картофи, слушат квиченето на свинете, които, след като бъдат заклани, биват заравяни в ями с негасена вар, гледат планините от портокали, които бавно се топят и превръщат в зловонна каша; и в очите на хората се отразява разрухата; в очите на гладните назрява гняв. В душите на хората се наливат и натежават гроздовете на гнева чиято беритба скоро ще настъпи. | “ |
| Джон Стайнбек „Гроздовете на гнева“ (Глава XXV) | |   |